# Султан Ахмедова џамија у Требињу
Султан Ахмедова џамија, позната и под називом Царева, Хунгарија и Стара џамија (тур. Атик џамија), саграђена је у Старом граду (Кастелу), близу десне обале реке Требишњице. Уз џамију се налазе мали мезари и чесма. Подигнута је 1719. године захваљујући Осман-паши Ресулбеговићу, а посвећена је султану Ахмеду.

## Заштита
Султан Ахмедова џамија је унета на привремену листу националних споменика Босне и Херцеговине, Уписана је је у гр. улица број 310-1, кат. лист. 2053. и садржи предворје и мало гробље до њега површине 188 м².

## Историја
Џамија је саграђена по наређењу Ахмед-паша Ресулбеговић 1132. х.г., односно 1719. године,  у част султана Ахмеда III (1703—1730), о чему сведочи уклесана година градње на шерефи мунаре. Изградњом ове џамије османлије су хтеле да надокнаде рушење џамије у Полицама и недостатак џамије у којој би требињски муслимани вршили верске обреде. Хаџи Ибрахим Куртовић је 1847. године саградио чесму испред џамије и довео у њу воду из Требишњице.
Током обнове џамије у 21. веку пронађен је праг првобитне џамије који се данас чува у стаклу унутар ове џамије.

### Предање
На малом гробљу испред зида михраба налази се гробница окружена каменим плочама и са два нишана без натписа. Прича се да је у њему сахрањен мујезин, који је пао са мунаре читајући езан и остао мртав на месту. Друга легенда, опет, каже да је у овом гробу сахрањен шехит, који је једини успео да побегне када је био покољ у џамији у Полицама, препливао Требишњицу, а када је дошао на место где му је данас гроб, пао је мртав, па је на том месту и сахрањен. На овом гробљу се налазе две велике и старе липе, које су овде вероватно биле засађене приликом изградње џамије.

## Изглед
Џамија није поседовала архитектонску вредност. Припада типу једнопросторне џамије са кровом на четири воде покривене шаторским кровом, са отвореним наткривеним софама и каменом мунаром, високом 12. метара. Мелехна је квадратног облика. Крај џамије се налази мезарје са три нишана.
Првобитни облик џамија је задржала све до рата у Босни и Херцеговини 1992. године, када је срушена, заједно са још девет порушених џамија у општини Требиње.

## Обнова
Реконструкција је изведена у првим деценијама 21. века према последњем познатом облику и димензијама џамије, од истог материјала и на исти начин градње и препокривенa каменим плочама. Званично је након рушења и обнове поново отворен за вреску службу 3. августа 2014. године.

- Екстеријер Султан Ахмедове џамије